# Нурри, Огюст
Огюст Нурри (фр. Auguste Nourrit, 1808, Париж, — 11 июля 1853, Л’Иль-Адам) — французский оперный певец (тенор); в 1833—1847 годы — директор нескольких оперных столичных европейских театров; учитель оперного вокала. Младший брат знаменитого Адольфа Нурри и сын известного в 1810—1820-е годы прима-тенора Парижской оперы Луи Нурри.

## Биография
Родился в 1808 году, в Париже, в семье оперного певца Луи Нурри. Популярность отца в столице росла год от года, к тому же, Луи Нурри совмещал пение с алмазными сделками, — жили Нурри безбедно. Благодаря состоятельности отца, как и его старший брат Адольф, Огюст получил достойное образование в одном из частных пансионов, обнаружив хорошие данные оперного исполнителя.
Уже в 18 лет он дебютировал на сцене Опера Комик и выступал здесь до 1833 года, когда ему предложили возглавить гастрольную французскую труппу в Гааге и Амстердаме.
После гастролей он ненадолго возглавил оперный отдел в Комеди-Франсез, а затем, в 1836—1837 годах, — французскую оперу в Антверпене. В начале 1840-х Огюст Нурри предприниял обширное многолетнее турне по франкоговорящим городам Канады (Монреаль, Квебек, Торонто) и США (Новый Орлеан, Нью-Йорк). Вернувшись, в 1847 году он было возглавил Королевский театр де ла Монне в Брюсселе, но в конце года вынужден был оставить должность из-за финансового кризиса. Уехав во Францию, он зарабатывал на жизнь уроками вокального мастерства.
Умер 11 июля 1853 года на севере Франции, в небольшом городке Л’Иль-Адам, в возрасте 45 лет.